# Ažara
Ažara (abchazsky Ажара, gruzínsky აჟარა – Ažara) je vesnice v Abcházii v okrese Gulrypš. Nachází se ve vrchní části soutěsky Kodori vysoko v horách na severovýchodě země, při horním toku řeky Kodori. Jedná se o nejodlehlejší kout Abcházie, který je obklopen ze všech stran velehorami Velkého Kavkazu. Nejbližší sousední obec Lata se nachází na jihozápadě po toku řeky Kodori. Východně od obce se nachází těžko prostupná hranice Abcházie s Gruzií v Kodorských horách, za níž se nachází okres Mestia. Na sever od obce se rozkládá Karačajsko-Čerkesko, část Ruské federace. Od okresního města Gulrypš je Ažara vzdálena přes 70 km a je značně rozlehlá. Například od části Adzgara do Sakjanu je to více než 30 km.
Oficiálním názvem obce je Vesnický okrsek Ažara (rusky Ажарская сельская администрация, abchazsky Ажара ақыҭа ахадара). Za časů Sovětského svazu se okrsek jmenoval Ažarský selsovět (Ажарский сельсовет), pod správou Gruzie od 90. let po rok 2008 se oficiálně jmenoval აჟარის თემის საკრებულო (Ažaris Temis sakrebulo).

## Části obce
Součástí Ažary jsou následující části:
- Ažara (Ажара)
- Abaqa (Абаҟа)

Mapa Ažary

- Abžjapara / Abžpara / Habžpara (Абжьаԥара / Абжьԥара / Ҳабжьԥара)
- Adzgara / Acgara (Аӡӷара / Аӡыӷӷара)
- Adzcucy (Аӡҵәҵәы)
- Adzyž Ztou (Аӡыжь зҭоу)
- Ašta (Ашҭа)
- Avidzybžjara (Аҩӡыбжьара)
- Badiaa Rkjapta (Бадиаа рқьаԥҭа)
- Bydzgur (Быӡгәыр)
- Gjancvyš / (Гьанҵәыш / Гьынҵәыш / Дгьанҵәыш) – gruz. Gencviši (Levý / Pravý Gencviši)
- Gvandra (Гәандра)
- Žiba Jažara (Жьиба иажара)
- Zima / Dzyma (Зима / Ӡыма)
- Elkan Ibaa/ Čyrks Abaa / Čyrygpha Lbaa (Елҟан ибаа / Чыркс абаа / Чырыг-ԥҳа лбаа)
- Kvabčara (Қәабчара)
- Klyč (Ҟлыч)
- Ladler / Ladmer (Ладлер / Ладмер)
- Michail Ašta (Михаил ашҭа)
- Mramba (Мрамба)
- Nahar (Наҳар)
- Omarišara (Омаришара)
- Ptyš (Птышь) – gruz. Marcchena Ptiši
- Sakjan (Сакьан) – gruz. Saken nebo Sakeni
- Smil Ičapara (Смил иҿаԥара)
- Takvažu Lkjapta (Ҭакәажә лқьаԥҭа)
- Tubrašyra (Ҭәыбрашыра)
- Chutija (Хәтиа)
- Chjackvara (Хьацкәара) – gruz. Checkvara
- Chysta (Хьысҭа)
- Čchalta (Чхалҭа)
- Čymšija (Ҷымшьиа)
- Šabatkvara (Шабаҭкәара)
- Džagyr Icuta (Џьаӷьыр ицуҭа)

## Historie
Celé území současné Ažary tvořilo v dávných dobách součást abchazské historické provincie Dal-Cabal. Až do druhé poloviny 19. století zde žili horští Abchazové-Dalové, hovořící cebeldsko-dalským dialektem, poměrně izolovaným způsobem života, kdy se zabývali hlavně pastevectvím a pravidelnými loupeživými útoky do sousedních oblastí. Zdejším Dalům vládl šlechtický rod Amaršanů, kteří formálně uznávali podřízenost vládnoucímu abchazskému knížecímu rodu Čačba.. Přes tento formální vztah běžní Dalové neuznávali abchazské knížecí úřady a soudy, a tak se nepodvolili ani ruské nadvládě, jež zde byla nastolena během Kavkazské války v druhé polovině 19. století. Dalové tedy bojovali proti Rusům po boku ostatních abchazských kmenů, Šapsugů a Ubychů. Rusové totiž ovládli region Dal-Cabal již ve 40. letech 19. století a Dalové, kteří zde žili, byli v období mahadžirstva vyhnáni do Turecka.

### Abchazská Svanetie
Celá soutěska Kodori tak zůstala několik desetiletí zcela liduprázdná. Později se ruské úřady rozhodly založit zde novou ves Ažara, určenou k ubytování ruských vojáků. Usadilo se zde 183 uniformovaných mužů se svými rodinami, avšak brzy se všichni opět odstěhovali pryč a Ažara se opět vylidnila. Tento stav trval minimálně až do konce 19. století. Počátkem 20. století začali uvolněné území někdejšího Dal-Cabalu osidlovat Svanové, kteří přicházeli od horního toku řeky Inguri. Neoficiálně se tedy celému území začalo říkat „Abchazská Svanetie.“
Ve 20. letech 20. století byla v Ažaře vybudována gruzínská škola pro svanské obyvatele, kteří se věnovali chovu dobytka a v menší míře i zemědělství (hlavně pěstování pšenice). Na rozdíl od Dalů tito Svanové udržovali i přes značnou odlehlost území těsné vztahy s ostatními abchazskými regiony a získali od úřadů okresu Očamčyra povolení využívat pastviny na hřebenech Kodorských hor jižně od Ažary. Svanové také udržovali těsné kontakty se svými soukmenovci z Mestie. Z celé soutěsky Kodori se během sovětských časů stala vyhledávaná přírodní turistická atrakce, neboť ruská vojenská silnice, vybudovaná z Gulrypše do Ažary ještě ruskými vojáky v 19. století, byla vydlážděna a v polovině 20. století doplněna ještě o horskou cestu vedoucí severně od Ažary k hranicím Karačajsko-Čerkeska. Rozkvět Ažary se ale v 50. až 60. letech 20. století prakticky zastavil a od té doby se snižoval počet obyvatel.

### Kvicianiho vláda (1992-2006)

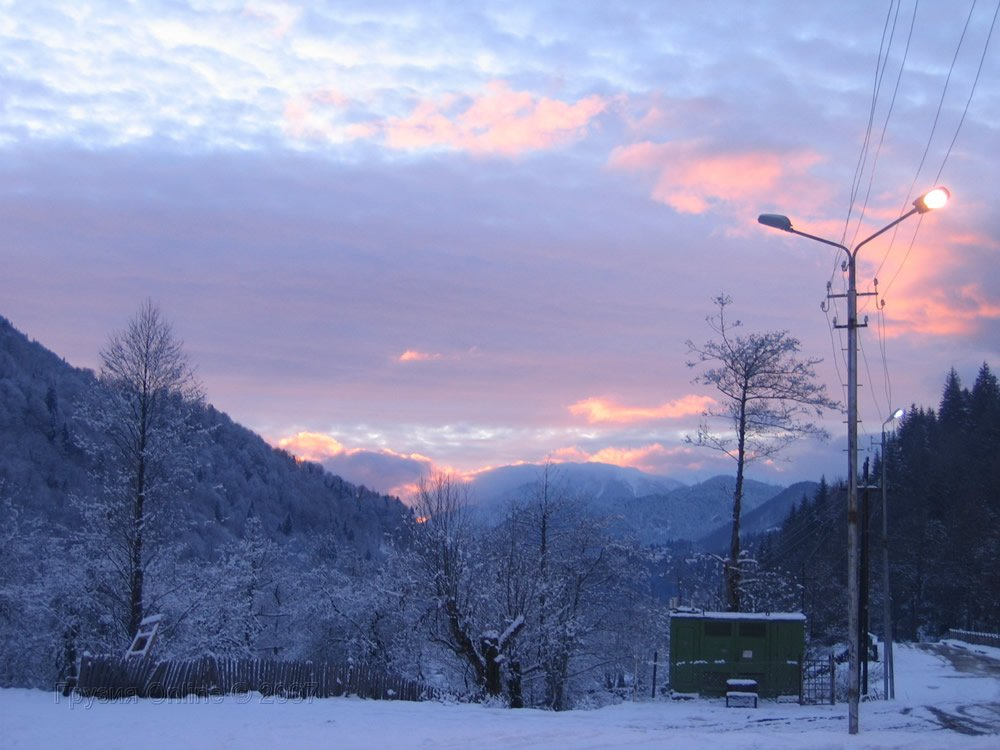
Západ slunce v Ažaře

Během války v Abcházii v letech 1992 až 1993 se svanští obyvatelé Ažary zapojili do bojů na stranu Gruzie a milice vedené Emzarem Kvicianim pomohly gruzínským jednotkám ovládnout celý okres Gulrypš. S koncem války, kdy byla Gruzie poražena, se abchazská armáda pokusila dobýt i soutěsku Kodori, avšak povedlo se jim to pouze u dolní čáti soutěsky. Ažara tedy zůstala jediným územím Abcházie, které zůstalo pod kontrolou Gruzínů. Ažara se tak stala hlavní trasou pro gruzínské uprchlíky prchající do Gruzie před Abchazy a jejich severokavkazskými spojenci, kteří se pustili do etnických čistek.
Po skončení války zůstala Ažara de-facto nezávislým územím, neboť se Abchazům nepovedlo nastolit zde svou vládu a z Gruzie sem dokonce vůbec nevedla ani silnice. Ažara byla tedy naprosto izolovaná od zbytku světa a byla ovládána svanskou polovojenskou organizací Monadir, založenou zdejším velitelem Emzarem Kvicianim, místním rodákem. Zdejší vesnická rada formálně uznala svrchovanost Gruzie, avšak jediným zdrojem výdělku byla vojenská služba v Monadiru, jež byla začleněna coby speciální jednotka do gruzínských ozbrojených sil. Kviciani byl v roce 1999 jmenován gruzínským prezidentem Eduardem Ševardnadzem jeho zvláštním zástupcem pro kodorskou soutěsku. Ažara se stala dějištěm Kodorské krize, když byl z tohoto území veden útok čečenských militantů na Abcházii. Jakmile se v roce 2004 dostal k moci Ševardnadzeho nástupce Michail Saakašvili, došlo k prudkému zhoršení vztahů Svanů s centrální vládou. V květnu 2005 byl Monadir oficiálně rozpuštěn a jeho členové propuštěni z armády. V roce 2006 se Kviciani rozhodl znovu založit svou jednotku Monadir a požadoval rezignaci ministrů vnitra a obrany Gruzie. To vedlo k vyhrocení vztahů s centrální vládou a k vojensko-policejnímu střetu, který též nesl název Kodorská krize. Výsledkem této operace bylo nastolení přímé gruzínské kontroly nad Ažarou posádkou řádné gruzínské armády a Kvicianiho emigrace do Ruska, odkud hrozil Saakašvilimu válkou.

### Horní Abcházie (2006-2008)

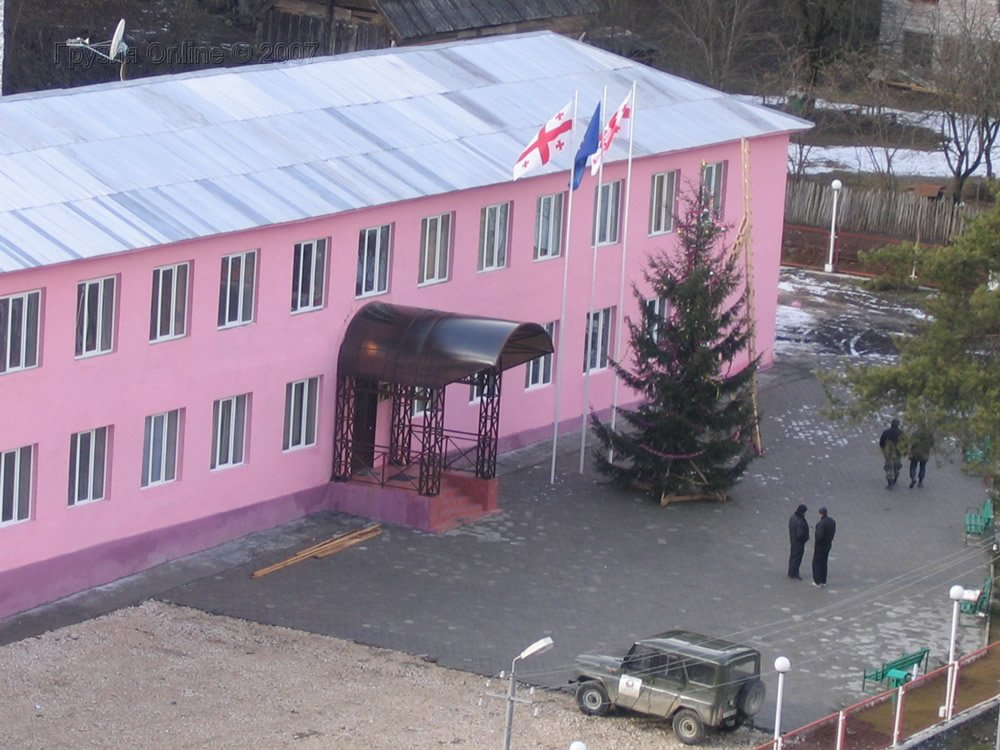
Budova úřadovny gruzínské exilové Abchazské autonomní republiky ve Čchaltě.

Jakmile byla v Ažaře a zbytku soutěsky Kodori nastolena kontrola gruzínské armády a policie, pustila se Saakašviliho vláda do kroků začlenění soutěsky do oficiálních gruzínských politických a ekonomických struktur. Celé území horní kodorské soutěsky bylo vyhlášeno jako „Horní Abcházie“ a byla zahájena výstavba komplexu administrativních budov ve Čchaltě, kam se z Tbilisi přesunula exilová vláda Abchazské autonomní republiky, a také výstavba domů a bytů pro pracovníky správy Abchazské autonomní republiky. Ažara se tak stala jediným abchazským územím pod kontrolou této administrativní jednotky a cílem bylo vyvinout tlak na separatistické úřady Abcházie. Dále zde byla vybudována policejní stanice, nemocnice a spousta existující infrastruktury se dočkala rekonstrukce. Byl vypracován projekt nové silnice, jež by Ažaru spojila s Mestiou v Gruzii, neboť existující horská stezka byla dosud průchodná pouze terénními vozy, případně se sem dalo dostat letecky helikoptérou na letiště v Gjancvyši.
Tato přímá kontrola Gruzie se však ukázala být nakonec krátkodobou, neboť v roce 2008 vypukla válka v Jižní Osetii.

### Součást Abcházie (od 2008)
Separatistická Abcházie se brzy po vypuknutí války v Jižní Osetii zapojila do bojů a 12. srpna 2008 abchazská armáda vojensky obsadila celou Ažaru v rámci bitvy o soutěsku Kodori. Gruzínská vláda při bitvě pouze evakuovala své úřady zpět do Tbilisi, své vojáky a policii. Následovala je i většina zdejších obyvatel. Ačkoliv abchazská vláda vyzývala Svany, kteří byli evakuováni do Gruzie a přestěhován coby vnitřně vysídlené osoby do volných paneláků v Kutaisi, aby se vrátili do svých domovů, vrátilo se jich málo, i když abchazští vojáci dle zpráv návštěvníků Ažary z roku 2009 vyrabovali pouze zdejší gruzínské vládní objekty a několik obchodů, ale majetek obyvatelstva ponechali netknutý a zdivočelá hospodářská zvířata uprchlých Svanů se volně potulovala po zdejších pozemcích. Dle sčítání lidu z roku 2011 zde žilo jen necelých 200 obyvatel, tedy Ažara zůstala téměř vylidněná.

## Obyvatelstvo
Dle nejnovějšího sčítání lidu z roku 2011 je počet obyvatel této obce 196 a jejich složení následovné:
- 146 Gruzínů (74,5 %)
- 33 Svanů (16,8 %)
- 13 Abchazů (6,6 %)
- 4 ostatních národností (2,1 %)

Před válkou v Abcházii žilo v obci bez přičleněných vesniček 639 obyvatel. V celém Ažarském selsovětu žilo 2250 obyvatel. Při gruzínském sčítání lidu v roce 2002 žilo v Ažaře a všech okolních obcích 1956 osob.